# 魔物語 (松本洋子の漫画)
『魔物語』（まものがたり）は、松本洋子による日本の漫画作品。
「なかよし」（講談社）1993年3月号別冊付録にて発表された4本の表題作（「にんじん大好き!」「最終バス」「ファミリー」「乗り合わせた死神」）のほかに、1992年の「なかよし」8・9月号に前後編として掲載された『そして闇はよみがえる』の5作から成るオムニバスとして、同社の講談社コミックスなかよしより刊行された。

## あらすじ

### にんじん大好き!
ニンジンが嫌いな少年たかしは、神様に好き嫌いを治したいと祈る。すると、あらゆるものが生のニンジンに見えるようになり、気が付くとニンジン好きになっていた。

### 最終バス
父の自殺が原因で田舎へ引っ越していたひとみのもとへ、友人の早智子が訪れる。早智子は最終バスで家に帰ろうとするが、そのバスはいわくつきのバスだった。

### ファミリー
主人公は、優しく接してくれる家族に不安を抱く日々を過ごす中、マンションのベランダから落ちた妹が元気な姿で戻ってくる姿を見たりしているうちに、忘れていたことを思い出す。

### 乗り合わせた死神
地震でエレベーターに閉じ込められた6人の男女。そのうちの一人であるジプシーのような姿をした女性が彼らの中に死神がいると言って死んだことから、彼らは互いに疑心暗鬼に陥った。

### そして闇はよみがえる
みのりをはじめとする超常現象研究会の面々は、UFOの目撃情報があった山へ合宿に行く。
その山には神隠しが噂されており、宿泊地であるロッジでは2年前に神隠しが発生していた。みのりのいとこである直規は、UFOの目撃情報と神隠しの時期が同じであることに注目し、山の洞窟に神隠しの原因が封じられているのではないかと推測した。
一行は洞窟へ行き、しめ縄で封じられた土鈴を発見する。その晩、一行は血まみれになった様子の雨宮を発見するが、そのあと雨宮の姿も血の跡も消えた。そして、クローゼットには洞窟に封じられていたはずの土鈴があった。
雨宮を皮切りに、超常現象研究会の面々の失踪が立て続けに起き、現場には必ず土鈴があった。

## 書誌情報
- 松本洋子 『魔物語』 講談社〈講談社コミックスなかよし〉、1993年12月6日第1刷発行、ISBN 4-06-178766-7